# Хига, Дайго
Дайго Хига (яп. 比嘉 大吾 Хига Дайго, род. 9 августа 1995 года, Урасоэ) — японский боксёр. Чемпион мира в наилегчайшей весовой категории (WBC, 2017—2018).

## Профессиональная карьера
Дебютировал на профессиональном ринге 17 июня 2014 года, одержав победу нокаутом в 1-м раунде.
2 июля 2016 года нокаутировал в 4-м раунде бывшего претендента на титул чемпиона мира в наилегчайшем весе филиппинца Ардина Диале.

### Чемпионский бой с Хуаном Эрнандесом Наваррете
На 20 мая 2017 года был назначен бой между Хигой и чемпионом мира в наилегчайшем весе по версии WBC мексиканцем Хуаном Эрнандесом Наваррете. Наваррете не смог уложиться в лимит весовой категории. Поэтому, титул стоял на кону только для Дайго Хиги. Японец нокаутировал своего соперника в 6-м раунде и стал чемпионом мира.
22 октября 2017 года нокаутировал в 7-м раунде француза Тома Массона.
4 февраля 2018 года нокаутировал в 1-м раунде экс-чемпиона мира в минимальном весе мексиканца Моисеса Фуэнтеса.
15 апреля 2018 года утратил чемпионский титул, проиграв техническим нокаутом в 9-м раунде боксёру из Никарагуа Кристоферу Росалесу. Титул стоял на кону только для Росалеса, так как Хига не уложился в вес.

### Чемпионский бой с Ёсики Такеи
3 сентября 2024 года встретился с чемпионом мира в легчайшем весе по версии WBO не имеющим поражений японцем Ёсики Такеи. Проиграл по очкам.

### Чемпионский бой с Сейей Цуцуми
24 февраля 2025 года встретился с чемпионом мира в легчайшем весе по версии WBA не имеющим поражений японцем Сейей Цуцуми. Поединок завершился вничью.

## Статистика боёв
В таблице перечислены результаты всех поединков боксёров.
В каждой строке указан результат поединка. Дополнительно номер поединка обозначен цветом, который обозначает итог поединка. Расшифровка обозначений и цветов представлена в нижеследующей таблице.
| Пример | Расшифровка                     |
| ------ | ------------------------------- |
|        | Победа                          |
|        | Ничья                           |
|        | Поражение                       |
|        | Планируемый поединок            |
|        | Поединок признан несостоявшимся |
| КО     | Нокаут                          |
| ТКО    | Технический нокаут              |
| PTS    | Решение судей (по очкам)        |
| UD     | Единогласное решение судей      |
| MD     | Решение большинства судей       |
| SD     | Раздельное решение судей        |
| RTD    | Отказ от продолжения боя        |
| DQ     | Дисквалификация                 |
| NC     | Поединок признан несостоявшимся |

| Бой | Дата            | Соперник                          | Место проведения                                                    | Результат  | Примечание |
| --- | --------------- | --------------------------------- | ------------------------------------------------------------------- | ---------- | --- |
| 25  | 24 февраля 2025 | Сейя Цуцуми (12-0-2)              | Ариакэ Арена, Токио, Япония                                         | UD12 (12)  | Чемпион мира в легчайшем весе по версии WBA (1-я защита Цуцуми). Счёт: 114-114 (все).                                   |
| 25  | 3 сентября 2024 | Ёсики Такеи (9-0)                 | Ариакэ Арена, Токио, Япония                                         | UD12 (12)  | Чемпион мира в легчайшем весе по версии WBO (1-я защита Такеи). Счёт: 112-115 и 113-114 (дважды).                       |
| 24  | 31 декабря 2023 | Навапон Кхаиканха (58-3-1)        | Ota City General Gymnasium, Токио, Япония                           | KO4 (10)   | |
| 23  | 24 июня 2023    | Сиричай Тайен (65-4)              | Ota City General Gymnasium, Токио, Япония                           | KO4 (10)   | |
| 22  | 15 ноября 2022  | Сонгсаенг Фояем (18-2)            | Коракуэн, Токио, Япония                                             | UD10 (10)  | Счёт: 99-91 и 100-90 (дважды).                                                                                          |
| 21  | 13 июля 2022    | Фроилан Салудар (32-5-1)          | Ota City General Gymnasium, Токио, Япония                           | SD8 (8)    | Счёт: 76-74, 76-75, 74-77.                                                                                              |
| 20  | 24 апреля 2021  | Рёсукэ Нисида (3-0)               | Convention Center, Гинован, Окинава, Япония                         | UD12 (12)  | Потерял титул WBO Asia Pacific в легчайшем весе (1-я защита Хиги). Счёт: 110-118 и 111-117 (дважды).                    |
| 19  | 31 декабря 2020 | Юки Стронг Кобаяси (16-8)         | Ota City General Gymnasium, Токио, Япония                           | KO5 (12)   | Завоевал титул WBO Asia Pacific в легчайшем весе (2-я защита Кобаяси).                                                  |
| 18  | 26 октября 2020 | Сэйя Цуцуми (5-0-1)               | Коракуэн, Токио, Япония                                             | MD10 (10)  | Счёт: 96-94 и 95-95 (дважды).                                                                                           |
| 17  | 13 февраля 2020 | Джейсон Буэнаобра (7-4-3)         | Коракуэн, Токио, Япония                                             | TKO6 (8)   | |
| 16  | 15 апреля 2018  | Кристофер Росалес (26-3-0)        | Yokohama Arena, Иокогама, Япония                                    | TKO9 (12)  | Утратил титул чемпиона мира в наилегчайшем весе по версии WBC (титул на кону только для Росалеса, Хига не сделал вес ). |
| 15  | 4 февраля 2018  | Моисес Фуэнтес (25-4-1)           | Prefectural Budokan, Наха, Окинава, Япония                          | KO1 (12)   | Защитил титул чемпиона мира в наилегчайшем весе по версии WBC (2-я защита Хиги).                                        |
| 14  | 22 октября 2017 | Тома Массон (17-3-1)              | Рёгоку Кокугикан, Токио, Япония                                     | TKO7 (12)  | Защитил титул чемпиона мира в наилегчайшем весе по версии WBC (1-я защита Хиги).                                        |
| 13  | 20 мая 2017     | Хуан Эрнандес Наваррете (34-2-0)  | Ariake Colosseum, Токио, Япония                                     | TKO6 (12)  | Завоевал вакантный титул чемпиона мира в наилегчайшем весе по версии WBC.                                               |
| 12  | 4 февраля 2017  | Диомель Диокос (10-1-3)           | Коракуэн, Токио, Япония                                             | TKO4 (10)  | |
| 11  | 5 ноября 2016   | Фелипе Кагубкоб-младший (6-2-5)   | Коракуэн, Токио, Япония                                             | KO4 (12)   | Титул OPBF в наилегчайшем весе (1-я защита Хиги).                                                                       |
| 10  | 2 июля 2016     | Ардин Диале (31-9-3)              | Коракуэн, Токио, Япония                                             | KO4 (12)   | Титул OPBF в наилегчайшем весе (2-я защита Диале).                                                                      |
| 9   | 5 марта 2016    | Ромель Оливерос (7-1-1)           | Коракуэн, Токио, Япония                                             | TKO2 (10)  | Титул WBC Youth в наилегчайшем весе (2-я защита Хиги).                                                                  |
| 8   | 7 ноября 2015   | Ренрен Тесорио (15-6-3)           | Коракуэн, Токио, Япония                                             | TKO10 (10) | Титул WBC Youth в наилегчайшем весе (1-я защита Хиги).                                                                  |
| 7   | 24 июля 2015    | Йаккравут Майугоен (14-0-0)       | Siam Paradise Entertainment Centre, Ngam Wong Wan, Бангкок, Таиланд | KO7 (10)   | Вакантный титул WBC Youth в наилегчайшем весе. Майугоен два раза в нокдауне в 7-м раунде.                               |
| 6   | 8 июня 2015     | Крис Альфанте (11-4-0)            | Коракуэн, Токио, Япония                                             | KO4 (6)    | |
| 5   | 10 мая 2015     | Вирден Ривера (8-1-1)             | Коракуэн, Токио, Япония                                             | TKO2 (6)   | |
| 4   | 12 января 2015  | Самруаи Мунгвонг (0-1-0)          | Culture Center, Хончхон, Канвондо, Республика Корея                 | KO1 (4)    | |
| 3   | 26 ноября 2014  | Кэйсукэ Фудзии (3-5-0)            | Коракуэн, Токио, Япония                                             | TKO1 (4)   | |
| 2   | 22 августа 2014 | Роттханг Вор Пор Срисакет (0-2-0) | Коракуэн, Токио, Япония                                             | TKO2 (4)   | |
| 1   | 17 июня 2014    | Конгпичит Тосандет (дебют)        | Коракуэн, Токио, Япония                                             | KO1 (4)    | |
| Бой | Дата            | Соперник                          | Место проведения                                                    | Результат  | Примечание |

## Титулы и достижения

### Региональные
- Титул WBC Youth в наилегчайшем весе (2015—2017).
- Титул OPBF в наилегчайшем весе (2016—2017).
- Титул WBO Asia Pacific в легчайшем весе (2020—2021).

### Мировые
- Чемпион мира в наилегчайшем весе по версии WBC (2017—2018).